# Демохар
Демохар (дав.-гр. Δημοχάρης; близько 355 до н. е. — близько 275 до н. е.) — афінський історик, оратор і державний діяч. Племінник Демосфена.
За час політичної кар'єри Демохара двічі виганяли з Афін. У цілому, попри низку суперечливих законодавчих ініціатив, Демохар запам'ятався афінянам як чесний і принциповий політик, який ставив інтереси міста вище своїх власних. Після смерті на його честь у місті встановили статую.

## Життєпис
Демохар народився в Афінах у родині Лахета з дему Левконої, імовірно, між 360 і 350 роками до н. е. Його матір'ю була сестра славетного політика й оратора Демосфена.
Демохар, як і його дядько Демосфен, став демократичним політиком антимакедонської партії. Перша згадка Демохара в античних джерелах пов'язана з його участю в посольстві до македонського басилевса Філіппа II. Луцій Анней Сенека писав, що коли той звернувся до послів з питанням: «Скажіть мені, що я міг би зробити для афінян приємного?» — Демохар відповів: «повіситися». Філіпп наказав відпустити його додому цілим і неушкодженим, щоб афіняни знали, «що люди, які говорять подібні слова, куди більш зарозумілі, ніж ті, хто дозволяє говорити їх собі безкарно». Сучасні історики по різному оцінюють даний фрагмент, проте, переважно вважають, що описана історія невірогідна.
Наприкінці 322 року до н. е. Демохар виступив на Народних зборах із закликом відмовити правителю Македонії Антипатру видати антимакедонських ораторів. Згодом, коли на честь Демохара встановили статую в Пританеї, він був зображений в довгому одязі, оперезаний мечем, в тому вигляді, в якому прийшов в 322 році до н. е. на народні збори. Після поразки Афін у Ламійській війні у тому ж 322 році до н. е. Демохар виїхав з міста й повернувся лише після повалення тиранії Деметрія Фалерського у 307 році до н. е.
В Афінах Демохар став одним з політичних лідерів. Він ініціював ремонт оборонних споруд Афін і Пірея, серед них і Довгих стін, укладення союзу з Беотією. Діоген Лаертський передає історію про те, як Демохар образив відомого філософа й родоначальника стоїцизму Зенона словами «варто тобі сказати або написати Антігону, чого тобі треба, і він негайно все тобі дасть!». Після цього Зенон перестав розмовляти з Демохаром. У проміжку між 307 і 305 роками до н. е. він підтримав закон якогось Софокла, який передбачав підпорядкування філософських шкіл державному контролю. Насамперед, на думку Ігоря Сурікова, він був спрямований проти створеної Аристотелем школи перипатетиків, які з часу своєї появи дотримувалися промакедонської позиції. Наслідком ухвалення Закону Софокла стало вигнання філософів з Афін. Незабаром закон, попри протидію Демохара, був скасований, а філософи повернулися в місто. До цього часу також відноситься образа Демохара в одній з комедій Архедиком.
Конфлікт Демохара з іншим афінським політиком Стратоклом, який запам'ятався підлабузництвом басилевсу Деметрію Поліоркету, завершився його повторним вигнанням у 303 році до н. е. Згідно з Плутархом, причиною помсти Стратокла стала всього одна фраза Демохара. Стратокл запропонував народним зборам прийняти постанову: «Афінський народ постановляє — все, що не повелить басилевс Деметрій, нехай буде непорочно в очах богів і справедливо в очах людей». На слова когось із громадян, що Стратокл божевільний, раз пропонує таку постанову, Демохар зазначив: «Навпаки, він був би божевільним, якби не був божевільним»
У 288/287 році до н. е., приблизно через 17 років після вигнання, афіняни дозволили Демохару повернутися. Після повернення Демохар вжив низку заходів щодо обмеження витрат на урядовий апарат. Також він очолив посольство до фракійського басилевса Лісімаха, від якого Афіни отримали 130 талантів і ініціював виряджання послів в Єгипет, які привезли в Афіни ще 50 талантів. Ще однією ініціативою Демохара стало повернення під контроль Афін військовим шляхом Елефсіна.
У 280/279 році до н. е. Демохар переконав афінян спорудити громадський пам'ятник на честь свого дядька Демосфена з відповідним написом, а також призначені інші посмертні почесті. Серед іншого, нащадки Демосфена отримали право на безплатний обід у Пританеї. Демохар помер близько 275 року до н. е. або дещо пізніше. Після його смерті син Демохара Лахет запропонував і домігся указу спорудити на честь батька статую.

## Творчість. Оцінки
Згідно з Марком Туллієм Цицероном, Демохар був автором історії свого часу, написаної радше в ораторському, ніж в історичному стилі. Праця Демохара складалася щонайменше з 21 книги, оскільки Афіней з Навкратісу цитує один з фрагментів двадцять першої книги. Сам твір не зберігся, проте з праць інших авторів до наших днів дійшла низка цитат, які в «Фрагментах грецьких істориків» під редакцією Карла Мюллера займають п'ять сторінок.
Син Демохара Лахет, який домігся встановлення статуї на честь свого батька, підкреслював, що він був єдиним політиком свого часу, який не зробив нічого проти афінської демократії. За оцінкою Цицерона, Демохар був представником групи ораторів, чиї промови відрізняла «зніженість і розслабленість». Плутарх схарактеризував його людиною, яка «не поступалася нікому ні красномовством, ні проникливістю, ні мужністю»; Полібій — людиною благородного походження і хорошого виховання, якому афіняни делегували широкі повноваження, що свідчить про його високі особистісні якості; Клавдій Еліан навів анекдот в якому Демохар критикував натовп за «зломовність».
На думку Християна Хабіхта Демохар представляв ту групу афінських політиків, які «ще марили про імперіалістичне минуле» свого рідного поліса. Ігор Суріков наголошував, що в той час Афіни втратили своє колишнє політичне значення і, відповідно, їхні політики, серед них і Демохар, якщо й були великими, то тільки на місцевому рівні.

### Історичні джерела
- Афіней. Бенкетуючі софісти.
- Діоген Лаертський. Про життя, вчення та висловлювання славетних філософів.
- Plutarch. Lives of the Ten Orators // Plutarch`s Moralia / english translation by Harold North Fowler. — London : William Heinemann Ltd, 1960. — Т. X. — P. 342—460.
- Плутарх. Сравнительные жизнеописания в двух томах / Перевод С. П. Маркиша, обработка перевода для настоящего переиздания — С. С. Аверинцева, переработка комментария — М. Л. Гаспарова. — второе. — М. : Наука, 1994.
- Полибий. Всеобщая история. — ОЛМА-ПРЕСС Инвест, 2004. — 576 с. — ISBN 5-94848-201-4.
- Сенека. О гневе // Философские трактаты / Перевод с латинского и комментарии Т. Ю. Бородай. — 2-е издание. — М. : Алетейя, 2001.
- Марк Туллий Цицерон. Брут, или о знаменитых ораторах // Три трактата об ораторском искусстве / Под редакцией М. Л. Гаспарова. Перевод и комментарии И. П. Стрельниковой. — М. : Наука, 1972.
- Марк Туллий Цицерон. Об ораторе. Книга II // Три трактата об ораторском искусстве / Под редакцией М. Л. Гаспарова. Перевод и комментарии И. П. Стрельниковой. — М. : Наука, 1972.
- Клавдий Элиан. Пёстрые рассказы / Перевод с древнегреческого, статья, примечания и указатель С. В. Поляковой. — М. — Л. : Издательство Академии Наук СССР, 1963.

### Дослідження
- Демохар // Античные писатели. Словарь. — СПб. : Лань, 1999.
- Суриков И. Е. Античная Греция: политики в контексте эпохи. На пороге нового мира :  [рос.]. — Москва : Русский фонд содействия образованию и науке, 2015. — 392 с.
- Хабихт Х. Афины. История города в эллинистическую эпоху :  [рос.] / Подготовка к изданию и перевод Ю. Г. Виноградова. — Москва : Ладомир, 1999.
- Chisholm Hugo. Demochares (англ.). Encyclopædia Britannica (1911). Дата обращения: 2 марта 2025.
- Heckel W[en]. Who's Who in the Age of Alexander and his Successors. From Chaironea to Ipsos (338—301 BC). — Barnsley : Greenhill Books, 2021. — 554 p. — ISBN 978-1-78438-648-1.
- Henderson Jeffrey. A Brief History of Athenian Political Comedy (c. 440-c. 300) // Transactions of the American Philological Association. — The Johns Hopkins University Press, 2013. — Vol. 143, no. 2 (4 June). — P. 249—262.
- Demochares Leuconoensis // Fragmenta historicorum graecorum / Carolus Müllerus. — Paris : Ambrosio Firmin Didot, 1848. — Т. II.
- Paschidis P. Between City and King. Prosopographical Studies on the Intermediaries between the Cities of the Greek Mainland and the Aegean and the Royal Courts in the Hellenistic Period (322—190 BC) / Research Centre for Greek and Roman Antiquity; National Hellenic Research Foundation. — ΜΕΛΕΤΗΜΑΤΑ. — Athens, 2008. — Т. 59. — ISBN 978-960-7905-44-4.
- Romm J. Demetrius Sacker of Cities. — New Haven & London : Yale University Press, 2022. — ISBN 978-0-300-25907-0.
- Smith L. C. Demochares of Leuconoe and the Dates of His Exile // Zeitschrift für Alte Geschichte. — Franz Steiner Verlag, 1962. — Vol. 11, no. 1 (Jan.). — P. 114—118.
- Swoboda H[de]. Demochares 6 // Paulys Realencyclopädie der classischen Altertumswissenschaft :  [нім.] / Georg Wissowa. — Stuttgart : J. B. Metzler’sche Verlagsbuchhandlung, 1901.